# Độ sâu tiêu cự
Độ sâu tiêu cự (Depth of focus hay Focus spread) là một khái niệm có liên quan đến kích thước các chấm mờ. Khi vật thể đã được lấy nét, cảm biến hay phim vẫn có thể di chuyển trong một khoảng nhỏ cỡ millimet mà ảnh thu được của vật vẫn nét. Khoảng cách này được gọi là độ sâu tiêu cự.
Khi khẩu càng khép chặt, các chùm sáng đến từ điểm và đi qua ống kính càng có xu hướng bị thu hẹp. Kết quả là kích thước các chấm mờ nhỏ lại và cảm biến có thể di chuyển một khoảng khá dài mà ảnh vẫn tạm coi là sắc nét. Khi đó, độ sâu tiêu cự rộng hơn. Trường hợp ngược lại, khẩu mở to sẽ khiến độ sâu tiêu cự hẹp đi.
Cần phân biệt khái niệm này với khái niệm độ sâu trường ảnh để tránh nhầm lẫn khi đọc các tài liệu sử dụng ống kính và thiết bị nhiếp ảnh.

## Công thức tính toán
h=f^2:(cN)
f: khẩu độ
c: vòng tròn ảnh rỏ
N: tiêu cự